# Еськино (Ярославская область)
Еськино — деревня в Вареговском сельском поселении Большесельского района Ярославской области.

## Население
По данным статистического сборника «Сельские населенные пункты Ярославской области на 1 января 2007 года», в деревне Еськино не числится постоянных жителей. По топокарте 1975 года в деревне проживало 5 человек.

## География
Деревня находится в восточной части района, к юго-востоку от Варегова болота. Она стоит на расстоянии около 2 км к северу от автомобильной дороги из Ярославля на районный центр Большое Село, к северо-западу от стоящей на этой дороги деревни Глебово. Деревня стоит на склоне возвышенности, спускающемуся от дороги к северо-западу, в сторону болота. Здесь на поле, окружённом лесами находится компактно расположенная группа деревень. На расстоянии 1 км к востоку от Еськино стоит Марьино, на расстоянии около 500 м к северу Слугинское, на расстоянии около 1 км к северо-западу Радышково. В 1 км к западу от Еськино ранее стояла деревня Левино, на карте обозначенная как нежилая.